# Matthew Dellavedova
Matthew William Dellavedova (* 8. září 1990 Maryborough) je australský basketbalista. Měří 193 cm a hraje obvykle na pozici rozehrávače. Je známý přesnou střelbou z dálky i důrazem v osobních soubojích.
Pochází z rodiny italských přistěhovalců. Zpočátku hrál po vzoru svého otce australský fotbal, od roku 2007 se zaměřil na basketbal a trénoval v Australian Institute of Sport. Roku 2009 odešel do USA, kde vystudoval psychologii na Saint Mary's College of California. Se školním týmem Saint Mary's Gaels hrál v National Collegiate Athletic Association, v roce 2013 získal cenu Lou Hensona pro nejlepšího hráče soutěže.
V roce 2013 se stal hráčem Cleveland Cavaliers v National Basketball Association. Byl nominován na Rising Stars Challenge, roku 2015 byl finalistou NBA a v roce 2016 s Clevelandem celou soutěž vyhrál. V letech 2016 až 2018 hrál za Milwaukee Bucks, pak se vrátil do Clevelandu. V červenci 2021 odešel do týmu Melbourne United v australské profesionální lize. Sezónu 2022/23 strávil v klubu Sacramento Kings, pak se vrátil do Melbourne, kde uzavřel dvouletou smlouvu.
V juniorských kategoriích byl s národním týmem třetí na Turnaji Alberta Schweitzera a čtvrtý na mistrovství světa v basketbalu hráčů do 19 let. S australskou seniorskou reprezentací se stal mistrem Oceánie v letech 2011, 2013 a 2015. Startoval na třech olympiádách: na LOH 2012 skončili Australané ve čtvrtfinále, na LOH 2016 obsadili čtvrté místo a na LOH 2020 získali bronzové medaile. Dellavedova má také čtvrté místo z mistrovství světa v basketbalu mužů 2019.